# Здание Академии лёгкой промышленности
Здание Академии легкой промышленности им. С. М. Кирова — монументальное здание, построенное в конце первой трети XX века в Санкт-Петербурге на пересечении Суворовского проспекта и Кавалергардской улицы. Предназначалось для Академии легкой промышленности им. С. М. Кирова, однако всего через несколько лет после открытия с началом Великой Отечественной войны учебное заведение упразднили, а в доме разместили госпиталь. После бомбардировки города здание было разрушено, восстановлено в 1955-м, в настоящее время находится в эксплуатации Арбитражного суда и МВД Петербурга.

## История
Проект здания академии был утверждён в конце 1931 года, первоначально его собирались возвести на улице Добролюбова, однако в конечном итоге выбрали треугольный земельный участок на пересечении Кавалергардской улицы и Советского проспекта. Строительство прошло в 1933—1938 годах (по некоторым источникам — 1934—1936) под руководством архитекторов Александра Хрякова, Леонида Полякова, Александра Великанова. Новое здание стало одной из архитектурных доминант Суворовского проспекта. Стилистически оно было выдержано в популярном тогда духе «беренсианства»: подобно проектам Петера Беренса, советские архитекторы синтезировали монументальные формы и тосканский ордер, колонны которого поднимаются до четвёртого этажа, фасады отделали серым натуральным гранитом, а верхние два этажа — терразитовой штукатуркой с имитацией камня. В состав открывшегося в здании учебного заведения входили шесть факультетов: химический, текстильный, полиграфический, кожевенно-обувной пищевой, широкого потребления и сбыта.
С началом Великой Отечественной войны в здании открылся эвакуационный госпиталь № 28, на его крыше разместили Красный крест — знак, который согласно Женевской конвенции должен был защищать военно-лечебные заведения от налётов авиации. Однако уже 19 сентября 1941 года при налёте на дом сбросили фугасные бомбы, вспыхнул сильный пожар, число погибших и пострадавших превысило несколько сотен. Выяснилось, что Красный крест использовали как мишень. Эта атака стала одним из первых случаев массовой гибели мирного населения в Ленинграде:

«Над госпиталем пролетел всего один вражеский бомбардировщик. Но бил он точно в цель. Несколько десятков фугасных и зажигательных бомб попали в госпиталь. Здание вспыхнуло как спичка. Страшная картина предстала взору: раненые и медики горели заживо, чтобы спастись, прыгали из окон… Пожарные ловили их на одеяла, лежачих выносили на руках, пока все входы и выходы не закрыл огонь. Последствия пожара были ужасны: около 600 человек сгорели заживо или разбились».

Здание полностью выгорело, уцелели только несущие конструкции.
В 1955 году восстановление здания поручили архитектурно-планировочной мастерской № 5, проект возглавили архитекторы Евгений Левинсон и Игорь Фомин. На фасаде разместили мемориальную доску в память погибших при бомбёжке госпиталя 19 сентября 1941 года. Вновль открытое здание передали Центральному научно-исследовательскому институту им. академика А. Н. Крылова.
В настоящее время здание занимают Арбитражный суд Петербурга и Ленобласти, главное городское управление Угрозыска и МВД. В 2019 году дом признали памятником культуры регионального значения. К 2020-м здание было в неудовлетворительном состоянии — эксперты зафиксировали трещины на фасадах, осыпание штукатурки, сколы камня. В 2021-м КГИОП объявило о планах провести реставрацию фасадов.